# Aldeanueva de la Sierra
Aldeanueva de la Sierra is een gemeente in de Spaanse provincie Salamanca in de regio Castilië en León met een oppervlakte van 14,51 km². Aldeanueva de la Sierra telt 110 inwoners (1 januari 2016).

## Demografische ontwikkeling
Bron: INE, 1857-2011: volkstellingen